# Naturschutzgebiet Waldhof
Koordinaten: 53° 35′ 45,6″ N, 14° 7′ 3,4″ O
Das Naturschutzgebiet Waldhof ist ein 250 Hektar umfassendes Naturschutzgebiet in Mecklenburg-Vorpommern. Es befindet sich südöstlich von Torgelow, nordwestlich von Marienthal und wurde am 27. September 1990 ausgewiesen. Der Schutzzweck besteht in Entwicklung eines Ausschnitts des eiszeitlichen Haffstausees mit Laubwäldern und Grünland als Lebensstätte seltener Tier- und Pflanzenarten. Der Gebietszustand wird als befriedigend eingeschätzt. Entwässerungen wirken sich nach wie vor nachteilig aus. Eine Einsichtnahme in die Schutzgebietsflächen ist nicht möglich, da sie im militärischen Sicherheitsbereich liegen.